# Phoenix vinil EP
Phoenix vinil EP este un EP neoficial cu piese ale formației Phoenix, apărut în anul 2000 exclusiv pe suport disc de vinil de 7" (17 cm), într-o ediție limitată de 103 exemplare. Denumirea acestui material, editat prin intermediul firmei Eugen Hoffmann S.R.L., este convențională, pe copertă și pe eticheta discului fiind tipărit doar numele formației. Toate cele șase piese au fost preluate de pe albumul de restituiri Vremuri, anii 60..., publicat de către Electrecord în 1998, pe CD și casetă audio. Pentru copertă a fost folosită fotografia cu membrii trupei, făcută în Parcul Rozelor din Timișoara și care apare pe EP-ul de debut Vremuri din 1968.

## Piese
Fața A:
1. Ulciorul — muzică: Moni Bordeianu și Nicolae Covaci, text: Victor Cârcu
2. Vânt hain nr. 1 — muzică: Moni Bordeianu și Nicolae Covaci, text: Moni Bordeianu
3. Vânt hain nr. 2 — muzică: Moni Bordeianu și Nicolae Covaci, text: Victor Șuvăgău

Fața B:
1. Lumina zorilor — muzică și text: Moni Bordeianu și Nicolae Covaci
2. Vino să ne ascundem sus în nori — muzică și text: Moni Bordeianu și Nicolae Covaci
3. Miezul nopții — muzică: Moni Bordeianu și Nicolae Covaci, text: Victor Cârcu

## Componența formației
- Moni Bordeianu – solist vocal
- Nicolae Covaci – chitară solo, voce
- Béla Kamocsa – chitară bas, voce
- Günther Reininger – pian, voce
- Claudiu Rotaru – chitară, voce
- Pilu Ștefanovici – baterie, voce
- Dorel Vintilă Zaharia – baterie, voce
- Florin Dumitru – baterie